# Campeonato Europeo de Baloncesto Masculino de 1959
La edición XI del Campeonato Europeo de Baloncesto se celebró en Estambul (Turquía) del 21 de mayo al 31 de mayo de 1959. El torneo contó con la participación de 17 selecciones nacionales.
La medalla de oro fue para la selección de la Unión Soviética, la medalla de plata fue para la selección de Checoslovaquia y la medalla de bronce para la selección de Francia.

## Grupos
Los 17 equipos participantes fueron divididos en cuatro grupos de la forma siguiente:
| Grupo A        | Grupo B    | Grupo C              | Grupo D |
| -------------- | ---------- | -------------------- | ------- |
| Finlandia      | Bélgica    | Alemania Democrática | Irán    |
| Polonia        | Bulgaria   | Francia              | Austria |
| España         | Yugoslavia | Israel               | Rumania |
| Checoslovaquia | Turquía    | Italia               | Hungría |
|                |            | Unión Soviética      |         |

## Primera fase

### Grupo A
| Equipo         | J | G | P | T+  | T-  | DT   | PTS |
| -------------- | - | - | - | --- | --- | ---- | --- |
| Checoslovaquia | 3 | 3 | 0 | 260 | 160 | +100 | 6   |
| Polonia        | 3 | 2 | 1 | 184 | 197 | -13  | 5   |
| España         | 3 | 1 | 2 | 177 | 189 | -12  | 4   |
| Finlandia      | 3 | 0 | 3 | 147 | 222 | -75  | 3   |

| Fecha    | Partido        | Partido | Partido   | Resultado |
| -------- | -------------- | ------- | --------- | --------- |
| 21.05.59 | Finlandia      | -       | Polonia   | 57-72     |
| 22.05.59 | Checoslovaquia | -       | España    | 85-62     |
| 23.05.59 | España         | -       | Finlandia | 57-43     |
| 24.05.59 | Checoslovaquia | -       | Polonia   | 82-51     |
| 25.05.59 | Checoslovaquia | -       | Finlandia | 93-47     |
| 25.05.59 | Polonia        | -       | España    | 61-58     |

### Grupo B
| Equipo     | J | G | P | T+  | T-  | DT  | PTS |
| ---------- | - | - | - | --- | --- | --- | --- |
| Bulgaria   | 3 | 2 | 1 | 219 | 208 | +11 | 5   |
| Bélgica    | 3 | 2 | 1 | 196 | 187 | +9  | 5   |
| Yugoslavia | 3 | 2 | 1 | 202 | 202 | 0   | 5   |
| Turquía    | 3 | 0 | 3 | 173 | 193 | -20 | 3   |

| Fecha    | Partido    | Partido | Partido    | Resultado |
| -------- | ---------- | ------- | ---------- | --------- |
| 21.05.59 | Bélgica    | -       | Turquía    | 61-50     |
| 22.05.59 | Bulgaria   | -       | Yugoslavia | 80-72     |
| 23.05.59 | Turquía    | -       | Yugoslavia | 66-70     |
| 24.05.59 | Bulgaria   | -       | Bélgica    | 77-79     |
| 25.05.59 | Yugoslavia | -       | Bélgica    | 60-56     |
| 25.05.59 | Bulgaria   | -       | Turquía    | 62-57     |

### Grupo C
| Equipo            | J | G | P | T+  | T-  | DT   | PTS |
| ----------------- | - | - | - | --- | --- | ---- | --- |
| Unión Soviética   | 4 | 4 | 0 | 316 | 173 | +143 | 8   |
| Francia           | 4 | 3 | 1 | 252 | 228 | +24  | 7   |
| Italia            | 4 | 2 | 2 | 250 | 233 | +17  | 6   |
| Israel            | 4 | 1 | 3 | 248 | 308 | -60  | 5   |
| Alemania Oriental | 4 | 0 | 4 | 204 | 328 | -124 | 4   |

| Fecha    | Partido           | Partido | Partido           | Resultado |
| -------- | ----------------- | ------- | ----------------- | --------- |
| 21.05.59 | Italia            | -       | Israel            | 74-59     |
| 21.05.59 | Unión Soviética   | -       | Francia           | 80-48     |
| 22.05.59 | Alemania Oriental | -       | Unión Soviética   | 37-87     |
| 22.05.59 | Francia           | -       | Israel            | 77-66     |
| 23.05.59 | Israel            | -       | Alemania Oriental | 79-67     |
| 23.05.59 | Francia           | -       | Italia            | 50-47     |
| 24.05.59 | Italia            | -       | Alemania Oriental | 85-65     |
| 24.05.59 | Unión Soviética   | -       | Israel            | 90-44     |
| 25.05.59 | Francia           | -       | Alemania Oriental | 77-35     |
| 25.05.59 | Unión Soviética   | -       | Italia            | 59-44     |

### Grupo D
| Equipo  | J | G | P | T+  | T-  | DT   | PTS |
| ------- | - | - | - | --- | --- | ---- | --- |
| Rumania | 3 | 3 | 0 | 210 | 149 | +61  | 6   |
| Hungría | 3 | 2 | 1 | 254 | 153 | +101 | 5   |
| Irán    | 3 | 1 | 2 | 145 | 216 | -71  | 4   |
| Austria | 3 | 0 | 3 | 133 | 224 | -91  | 3   |

| Fecha    | Partido | Partido | Partido | Resultado |
| -------- | ------- | ------- | ------- | --------- |
| 21.05.59 | Hungría | -       | Irán    | 109-48    |
| 22.05.59 | Rumania | -       | Austria | 83-48     |
| 23.05.59 | Austria | -       | Hungría | 43-92     |
| 23.05.59 | Irán    | -       | Rumania | 48-65     |
| 24.05.59 | Austria | -       | Irán    | 42-49     |
| 24.05.59 | Rumania | -       | Hungría | 62-53     |

## Segunda fase

### Grupo 1 (puestos 1 a 8)
| Equipo          | J | G | P | T+  | T-  | DT  | PTS |
| --------------- | - | - | - | --- | --- | --- | --- |
| Unión Soviética | 3 | 3 | 0 | 213 | 179 | +34 | 6   |
| Hungría         | 3 | 2 | 1 | 190 | 177 | +13 | 5   |
| Bulgaria        | 3 | 1 | 2 | 181 | 190 | -9  | 4   |
| Polonia         | 3 | 0 | 3 | 172 | 210 | -38 | 3   |

| Fecha    | Partido         | Partido | Partido         | Resultado |
| -------- | --------------- | ------- | --------------- | --------- |
| 27.05.59 | Unión Soviética | -       | Polonia         | 78-59     |
| 27.05.59 | Bulgaria        | -       | Hungría         | 52-67     |
| 28.05.59 | Hungría         | -       | Polonia         | 63-56     |
| 28.05.59 | Unión Soviética | -       | Bulgaria        | 66-60     |
| 29.05.59 | Bulgaria        | -       | Polonia         | 69-57     |
| 29.05.59 | Hungría         | -       | Unión Soviética | 60-69     |

### Grupo 2 (puestos 1 a 8)
| Equipo         | J | G | P | T+  | T-  | DT  | PTS |
| -------------- | - | - | - | --- | --- | --- | --- |
| Francia        | 3 | 3 | 0 | 179 | 164 | +15 | 6   |
| Checoslovaquia | 3 | 2 | 1 | 191 | 160 | +31 | 5   |
| Bélgica        | 3 | 1 | 2 | 191 | 218 | -27 | 4   |
| Rumania        | 3 | 0 | 3 | 187 | 206 | -19 | 3   |

| Fecha    | Partido        | Partido | Partido        | Resultado |
| -------- | -------------- | ------- | -------------- | --------- |
| 27.05.59 | Checoslovaquia | -       | Bélgica        | 76-49     |
| 27.05.59 | Rumania        | -       | Francia        | 52-61     |
| 28.05.59 | Bélgica        | -       | Francia        | 63-66     |
| 28.05.59 | Rumania        | -       | Checoslovaquia | 59-66     |
| 29.05.59 | Rumania        | -       | Bélgica        | 76-79     |
| 29.05.59 | Francia        | -       | Checoslovaquia | 52-49     |

### Grupo 3 (puestos 9 a 17)
| Equipo            | J | G | P | T+  | T-  | DT  | PTS |
| ----------------- | - | - | - | --- | --- | --- | --- |
| Yugoslavia        | 2 | 2 | 0 | 175 | 119 | +56 | 6   |
| Alemania Oriental | 2 | 1 | 1 | 122 | 145 | -23 | 5   |
| Austria           | 2 | 0 | 2 | 108 | 141 | -33 | 4   |

| Fecha    | Partido           | Partido | Partido    | Resultado |
| -------- | ----------------- | ------- | ---------- | --------- |
| 26.05.61 | Yugoslavia        | -       | Austria    | 80-58     |
| 27.05.59 | Alemania Oriental | -       | Yugoslavia | 61-95     |
| 28.05.59 | Alemania Oriental | -       | Austria    | 61-50     |

### Grupo 4 (puestos 9 a 17)
| Equipo  | J | G | P | T+  | T-  | DT  | PTS |
| ------- | - | - | - | --- | --- | --- | --- |
| Italia  | 2 | 2 | 0 | 138 | 100 | +38 | 4   |
| Turquía | 2 | 1 | 1 | 108 | 123 | -15 | 3   |
| España  | 2 | 0 | 2 | 95  | 118 | -23 | 2   |

| Fecha    | Partido | Partido | Partido | Resultado |
| -------- | ------- | ------- | ------- | --------- |
| 26.05.59 | Turquía | -       | España  | 53-50     |
| 27.05.59 | Turquía | -       | Italia  | 55-73     |
| 28.05.59 | Italia  | -       | España  | 65-45     |

### Grupo 5 (puestos 9 a 17)
| Equipo    | J | G | P | T+  | T-  | DT  | PTS |
| --------- | - | - | - | --- | --- | --- | --- |
| Israel    | 2 | 2 | 0 | 124 | 98  | +26 | 4   |
| Finlandia | 2 | 1 | 1 | 124 | 93  | +31 | 3   |
| Irán      | 2 | 0 | 2 | 80  | 137 | -57 | 2   |

| Fecha    | Partido | Partido | Partido   | Resultado |
| -------- | ------- | ------- | --------- | --------- |
| 26.05.59 | Israel  | -       | Finlandia | 56-55     |
| 27.05.59 | Irán    | -       | Finlandia | 37-69     |
| 28.05.59 | Israel  | -       | Irán      | 68-43     |

## Fase final

### Grupo 1 (puestos 1 a 4)
| Equipo          | J | G | P | T+  | T-  | DT  | PTS |
| --------------- | - | - | - | --- | --- | --- | --- |
| Unión Soviética | 3 | 3 | 0 | 240 | 204 | +36 | 6   |
| Checoslovaquia  | 3 | 1 | 2 | 192 | 196 | -4  | 4   |
| Francia         | 3 | 1 | 2 | 184 | 199 | -15 | 4   |
| Hungría         | 3 | 1 | 2 | 183 | 200 | -17 | 4   |

| Fecha    | Partido         | Partido | Partido        | Resultado |
| -------- | --------------- | ------- | -------------- | --------- |
| 30.05.59 | Francia         | -       | Hungría        | 60-62     |
| 30.05.59 | Unión Soviética | -       | Checoslovaquia | 83-72     |
| 31.05.59 | Hungría         | -       | Checoslovaquia | 61-71     |
| 31.05.59 | Unión Soviética | -       | Francia        | 88-72     |

### Grupo 2 (puestos 5 a 8)
| Equipo   | J | G | P | T+  | T-  | DT  | PTS |
| -------- | - | - | - | --- | --- | --- | --- |
| Bulgaria | 3 | 3 | 0 | 194 | 158 | +36 | 6   |
| Polonia  | 3 | 2 | 1 | 198 | 203 | -5  | 5   |
| Bélgica  | 3 | 1 | 2 | 196 | 222 | -26 | 4   |
| Rumania  | 3 | 0 | 3 | 194 | 199 | -5  | 3   |

| Fecha    | Partido  | Partido | Partido | Resultado |
| -------- | -------- | ------- | ------- | --------- |
| 30.05.59 | Bulgaria | -       | Rumania | 53-52     |
| 30.05.59 | Polonia  | -       | Bélgica | 74-68     |
| 31.05.59 | Polonia  | -       | Rumania | 67-66     |
| 31.05.59 | Bulgaria | -       | Bélgica | 72-49     |

### Grupo 3 (puestos 9 a 11)
| Equipo     | J | G | P | T+  | T-  | DT  | PTS |
| ---------- | - | - | - | --- | --- | --- | --- |
| Yugoslavia | 2 | 2 | 0 | 150 | 130 | +20 | 6   |
| Italia     | 2 | 1 | 1 | 151 | 134 | +17 | 5   |
| Israel     | 2 | 0 | 2 | 110 | 147 | -37 | 4   |

| Fecha    | Partido    | Partido | Partido    | Resultado |
| -------- | ---------- | ------- | ---------- | --------- |
| 29.05.59 | Italia     | -       | Yugoslavia | 76-78     |
| 30.05.59 | Yugoslavia | -       | Israel     | 72-54     |
| 31.05.59 | Italia     | -       | Israel     | 75-56     |

### Grupo 4 (puestos 12 a 14)
| Equipo            | J | G | P | T+  | T-  | DT  | PTS |
| ----------------- | - | - | - | --- | --- | --- | --- |
| Turquía           | 2 | 2 | 0 | 116 | 110 | +6  | 4   |
| Finlandia         | 2 | 1 | 1 | 117 | 111 | +6  | 3   |
| Alemania Oriental | 2 | 0 | 2 | 102 | 114 | -12 | 2   |

| Fecha    | Partido           | Partido | Partido           | Resultado |
| -------- | ----------------- | ------- | ----------------- | --------- |
| 29.05.59 | Turquía           | -       | Alemania Oriental | 54-53     |
| 30.05.59 | Alemania Oriental | -       | Finlandia         | 49-60     |
| 31.05.59 | Turquía           | -       | Finlandia         | 62-57     |

### Grupo 5 (puestos 15 a 17)
| Equipo  | J | G | P | T+  | T-  | DT  | PTS |
| ------- | - | - | - | --- | --- | --- | --- |
| España  | 2 | 2 | 0 | 135 | 75  | +60 | 4   |
| Austria | 2 | 1 | 1 | 93  | 113 | -20 | 3   |
| Irán    | 2 | 0 | 2 | 91  | 131 | -40 | 2   |

| Fecha    | Partido | Partido | Partido | Resultado |
| -------- | ------- | ------- | ------- | --------- |
| 29.05.59 | España  | -       | Austria | 64-33     |
| 30.05.59 | Austria | -       | Irán    | 60-49     |
| 31.05.59 | España  | -       | Irán    | 71-42     |

## Medallero
|                 |                |         |
| Unión Soviética | Checoslovaquia | Francia |

## Clasificación final
| 1. - Unión Soviética       |
| 2. - Checoslovaquia        |
| 3. - Francia               |
| 4. - Hungría               |
| 5. - Bulgaria              |
| 6. - Polonia               |
| 7. - Bélgica               |
| 8. - Rumania               |
| 9. - Yugoslavia            |
| 10. - Italia               |
| 11. - Israel               |
| 12. - Turquía              |
| 13. - Finlandia            |
| 14. - Alemania Democrática |
| 15. - España               |
| 16. - Austria              |
| 17. - Irán                 |

## Trofeos individuales

### Mejor jugadorMVP
- Viktor Zubkov

## Plantilla de los 4 primeros clasificados
1.Unión Soviética: Janis Krumins, Gennadi Volnov, Maigonis Valdmanis, Valdis Muiznieks, Viktor Zubkov, Arkadi Bochkarev, Yuri Korneyev, Guram Minaschvili, Mikhail Semyonov, Aleksandr Petrov, Vladimir Torban, Mikhail Studenetski (Entrenador: Stepan Spandarian)
2.Checoslovaquia: Jiri Baumruk, Frantisek Konvicka, Bohumil Tomasek, Miroslav Skerik, Jaroslav Sip, Boris Lukasik, Jaroslav Krivy, Dusan Lukasik, Zdenek Rylich, Jiri Stastny, Jaroslav Tetiva, Bohuslav Rylich (Entrenador: Gustav Hermann)
3.Francia: Henri Grange, Robert Monclar, Maxime Dorigo, Philippe Baillet, Christian Baltzer, Andre Chavet, Jerome Christ, Jean-Claude Lefebvre, Bernard Mayeur, Michel Rat, Lucien Sedat, Henri Villecourt (Entrenador: André Buffière)
4.Hungría: Janos Greminger, Tibor Zsiros, Laszlo Banhegyi, Tibor Czinkan, Laszlo Gabanyi, Janos Simon, Janos Bencze, Zoltan Judik, Otto Temesvari, Miklos Bohaty, Arpad Glatz, Merenyi (Entrenador: Janos Pader)